# FES (Automobilhersteller)
FES war ein britischer Hersteller von Automobilen.

## Unternehmensgeschichte
Stan Forsyth gründete 1988 das Unternehmen in Beith in der schottischen Council Area North Ayrshire. Er begann mit der Produktion von Automobilen und Kits. Der Markenname lautete FES. 1989 oder 1990 endete die Produktion. Insgesamt entstanden etwa drei Exemplare.

## Fahrzeuge
Das einzige Modell war der Briton. Dies war der Nachfolger des Modells von der ISS Car Company. Die Basis der Fahrzeuge bildete das überarbeitete Fahrgestell vom VW Käfer. Darauf wurde eine einteilige Karosserie aus Fiberglas montiert. Die Türen bestanden aus besonders dickem, doppelwandigen GFK. Die Roadster-Karosserie bot Platz für zwei Personen. Der Vierzylinder-Boxermotor vom VW Käfer war im Heck montiert und trieb die Hinterachse an.
Cartell aus Haydock in Merseyside setzte die Produktion bis 1990 fort, wobei der Markenname unklar bleibt: Entweder FES oder wieder Kestrel.